# استراحت زمستانی
استراحت زمستانی (به انگلیسی: Winter rest) (از اصطلاح آلمانی Winterruhe) حالت کاهش فعالیت گیاهان و جانوران خونگرم است که در مناطق فراگرمسیری جهان در شرایط محیطی خشن‌تر زمستان زندگی می‌کنند. در این حالت در هوای سرد در مصرف انرژی صرفه‌جویی می‌کنند، در حالی که دسترسی محدودی به منابع غذایی دارند.

## گیاهان
درختان خزان‌دار در زمستان شاخ و برگ خود را از دست می‌دهند. حلقه‌های رشد درختان نتیجه استراحت زمستانی است، زیرا در بهار گرمتر رشد سریعی دارد و در پایان سال رشد کندتری دارد.

## جانوران
استراحت زمستانی در جانوران با خواب زمستانی واقعی متفاوت است، زیرا سوخت‌وساز آنها به شدت کاهش نمی‌یابد. دمای بدن به‌طور چشمگیری کاهش نمی‌یابد، اما تپش قلب آنها کاهش می‌یابد. این بدان معناست که جانورانی مانند راکون در صورت افزایش دما یا آب شدن برف می‌توانند به سرعت دوباره فعال شوند. دیگر جانورانی که در زمستان استراحت می‌کنند، گورکن هستند.